# Bathycopea typhlops
Bathycopea typhlops (лат.) — вид морских равноногих ракообразных семейства Ancinidae из подотряда Sphaeromatidea (Sphaeromatoidea). Типовой вид рода Bathycopea. Северная часть Атлантического океана от Ирландии до Фолклендских островов.

## Описание
Длина около 0,5 см. Тело дорсовентрально сплющенное, широко-овальное. От других видов своего рода отличается отсутствием глаз и трёхзубым режущим краем мандибул. Жгутик 1-й антенны содержит от 7 до 11 члеников, жгутик 2-й антенны — от 8 до 9 сегментов. Первый переопод у самок и самцов хвататетельный (с ложной клешнёй). Уроподы одноветвистые. 1-й плеопод 2-ветвистый; ветви 2 и 3-го плеоподов с маргинальными щетинками (Bathycopea); экзоподит 3-го плеоподита двучлениковый. Встречаются на глубине от 370 до 963 м (верхнебатиальный вид).
Вид был впервые описан в 1905 году В. Таттерсаллом (W. M. Tattersall) при изучении побережья Ирландии.
Ранее Bathycopea typhlops как и других представителей семейства Ancinidae включали в состав крупного семейства Sphaeromatidae. Иверсон в 1982 году (Iverson, 1982) впервые установил подсемейство Ancininae Dana, 1852 (для замены группы Colobranchiatae, которая была впервые выделена ещё в 1909 году Richardson, 1909). В 1993 году Брюс (Bruce, 1993) повысил статус подсемейств Ancininae до уровня отдельного семейства Ancinidae Dana, 1852, в состав которого и вошёл данный вид.